# Jenaro Lázaro Gumiel
Jenaro Lázaro Gumiel (Villalengua, Zaragoza, 28 de octubre de 1901-La Codosera, Badajoz, 15 de septiembre de 1977), fue un escultor español contemporáneo, conocido por su obra de carácter religioso repartida por toda España, por ejemplo hizo grandes trabajos para Valladolid. Gran devoto de la Santísima Virgen María, fue el impulsor y promotor del Santuario de Nuestra Señora de los Dolores de Chandavila (La Codosera, Badajoz), cuya imagen de la Virgen que esculpió donó al Santuario.

## Reseña biográfica y obra[1]
Jenaro Lázaro Gumiel asiste a la Real Escuela Superior de Bellas Artes de San Fernando. Aunque llegó a trabajar en Estándar Eléctrica y Ferrocarriles, abandonó ese oficio para dedicarse por completo a la escultura.
En el curso 1931-1932, conoció personalmente a Josemaría Escrivá de Balaguer, fundador del Opus Dei, en la Congregación de Seglares de San Felipe Neri, una asociación que atendía enfermos en el Hospital General (Madrid). El día 10 de febrero de 1933 ingresa en la Obra, aunque se marcha presumiblemente poco después. 
En 1939, la Cofradía de la Virgen de las Cruces de Daimiel (Ciudad Real) le encarga una nueva imagen de la Patrona de la localidad, destruida en la Guerra Civil. Los restos de la antigua imagen fueron integrados en una nueva talla de alabastro, que costó 2.000 pesetas.
En 1944 realiza una escultura en bronce erigida a San Pedro Bautista, para San Esteban del Valle (Ávila).

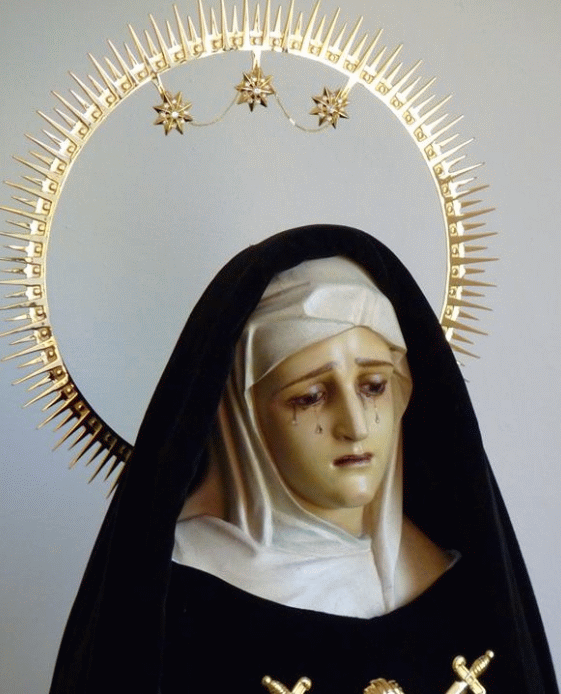
La imagen de Nuestra Señora de los Dolores de Chandavila.

En 1945 llega a la localidad pacense de La Codosera, tras tener conocimiento de los hechos ocurridos en el paraje de Chandavila, donde según contaban numerosos testigos, se aparecía la Virgen María. Adquirió el castillo de La Codosera donde residió hasta su muerte. Determina vivir allí para servir a la Santísima Virgen, y pone en marcha una gran obra social, creando una Escuela-Taller para los jóvenes del pueblo. Donó la bella imagen de Nuestra Señora de los Dolores para que fuera titular del nuevo santuario, del que se convirtió en gran mecenas.
En 1950, fue nombrado hijo adoptivo de La Codosera. Este mismo año expone en Sevilla, en la Galería Velázquez, una muestra de esculturas de reducido tamaño destacando un Jesús Nazareno y otro crucificado de mayor tamaño que el resto de piezas expuestas.
En 1951 realiza la escultura de San Pedro Regalado de la iglesia del Salvador de Valladolid.
En 1953, también en Valladolid, realiza la talla de la Virgen del Pilar del santuario de la Gran Promesa y la talla del paso “Santísimo Cristo de la Preciosísima Sangre”, para la cofradía del mismo nombre.
En 1956 se inaugura en La Codosera la imagen del Sagrado Corazón que domina una de las torres del Castillo de dicha localidad.
En 1963 esculpe una imagen de la Virgen de los Dolores para la capilla de San Andrés de Madrid.
Realizó igualmente una réplica de la Virgen de Guadalupe extremeña, para la basílica mexicana del Tepeyac.
Con fecha del 3 de febrero de 1977, meses antes de su fallecimiento, funda "Gumiel Obra Social" cuyos fines prioritarios son la atención a niños y ancianos, además de cualquier otra actividad tendente al bien moral y material de las personas, mediante la creación de una guardería, un hogar de formación familiar y la construcción en régimen de cooperación comunitaria de residencias para ancianos de las fincas y solares de la fundación.
Tras su fallecimiento acaecido el 17 de febrero de 1977, fue enterrado por voluntad propia en el Santuario de Chandavila, del cual fue el principal impulsor.
Pese a haber desarrollado su obra artística en torno a la escultura, su obra más valiosa es la Custodia para la parroquia de la Concepción de Madrid, compuesta por 33 kilos de plata, medio de oro, 200 gramos de platino, 800 brillantes y 1.500 piedras de color y esmaltes finos.
El 13 de marzo de 2004, la Real y Venerable Cofradía de la Preciosísima Sangre de Nuestro Señor Jesucristo de Valladolid, inicia la entrega de los Premios "Lázaro Gumiel" a la Iniciativa Cofrade, celebrándose de manera ininterrumpida.
En el año 2007, en el 30.º aniversario de su muerte, se celebraron unas jornadas dedicadas al artista, exponiendo algunas de sus obras en un edificio anexo al Santuario de Chandavila. Pueden verse solicitando visita a los responsables del mismo que custodian el lugar.